# Are We Done Yet?
Are We Done Yet? (Una casa patas arriba en Hispanoamérica y en España, ¿Cuándo Terminamos?) es una película estadounidense protagonizada por el rapero Ice Cube, estrenada en el año 2007. La película es tanto un remake de la clásica comedia de Cary Grant "Los Blandings ya tienen casa" como una secuela a la comedia estrenada en el año 2005 Are We There Yet?. Fue dirigida por Steve Carr, y el guion escrito por Hank Nelken. 
Fue producida por Revolution Studios y RKO Pictures, y distribuida por Columbia Pictures. La película fue filmada en la localidad de Tsawwassen, Columbia Británica, Canadá.

## Argumento
Tras los acontecimientos de Are We There Yet?, Nick Persons (Ice Cube) se ha casado con Suzane (Nia Long). Ella, junto con Kevin (Philip Daniel Bolden), y Lindsey (Aleisha Allen) se mudaron a su reducido apartamento, también comprando un Cadillac Escalade 2007 (después de la destrucción de su Lincoln Navigator SUV 2005). También ha vendido su tienda de artículos deportivos de colección a su mejor amigo, Marty (interpretado por Jay Mohr en la primera película) para hacer realidad el sueño de una revista deportiva. Mientras se preparaba para entrevistar a Magic Johnson, Suzane le dice a Nick que está embarazada y más tarde le revela que serán gemelos.
Para tener más espacio, Susan y Nick junto con Lindsey y Kevin van visitar una casa en las afueras de la ciudad, aunque ellos se oponen. Al llegar, ellos conocen a Chuck Mitchell Jr. (John C. McGinley) allí, y después de algunas conversaciones Nick decide que se mudarán a la nueva casa. Pero Nick cometió el error de no inspeccionar la casa correctamente antes de tomar la decisión y encuentran moho en la casa, por lo que contratan a Chuck para solucionar el problema con el moho, pero no consigue solucionarlo y Nick se enoja con Chuck porque casi destruye la casa. Una noche, Lindsey se escapa para ir a una fiesta en casa de los Pulu y cuando Nick se entera, la castiga. Finalmente decide despedir a Chuck y su equipo de trabajo, que causa que Susan se lleve a los niños y se muden a la casa de huéspedes, con la despedida de "¡Tú estás haciendo pedazos a esta familia!". Esa noche, después de pensar en lo sucedido, Nick decide arreglar la casa por su cuenta y también para disculparse con Chuck. Al día siguiente, Chuck trae de regreso al equipo para terminar el proyecto, incluyendo a Lindsey y a Kevin.
Días más tarde cuando Nick hablaba con Susan, ella entra en labor de parto, pero con el hospital a 30 minutos de viaje, Nick, Lindsey y Kevin se deciden a recibir a los bebés en la casa. Chuck trata de llegar a tiempo para ayudar en la labor, pero su camioneta se descompone, y hace una caminata hasta la casa de Nick mientras habla por teléfono con él. Mientras se encuentran en labor de parto, Nick recibe una llamada de Magic Johnson. Después de que Suzane da a luz, Nick se desmaya en la habitación. 6 meses más tarde después de una gran barbacoa en su patio delantero, Nick presenta su nueva revista a todo el mundo.

## Elenco
- Ice Cube como Nick Persons.
- Nia Long como Susan Persons.
- John C. McGinley como Chuck Mitchell Jr.
- Aleisha Allen como Lindsey Kingston / Lindsey Persons.
- Phillip Daniel Bolden como Kevin Kingston / Kevin Persons.
- Tahj Mowry como Danny Pulu.
- Dan Joffre como Billy Pulu.
- Pedro Miguel Arce como Georgie Pulu.
- Hayes MacArthur como Jimmy el Cantinero.
- Magic Johnson como él mismo.